# Glória do Ribatejo e Granho
Glória do Ribatejo e Granho (oficialmente: União das Freguesias de Glória do Ribatejo e Granho) é uma freguesia portuguesa do município de Salvaterra de Magos, com 84,65 km² de área e 3728 habitantes (censo de 2021). A sua densidade populacional é 44 hab./km².

## História
Foi criada aquando da reorganização administrativa de 2002/2013,  resultando da agregação das antigas freguesias de Glória do Ribatejo e Granho.

## Demografia
A população registada nos censos foi:
| Distribuição da População por Grupos Etários | Distribuição da População por Grupos Etários | Distribuição da População por Grupos Etários | Distribuição da População por Grupos Etários | Distribuição da População por Grupos Etários | Distribuição da População por Grupos Etários |
| -------------------------------------------- | -------------------------------------------- | -------------------------------------------- | -------------------------------------------- | -------------------------------------------- | -------------------------------------------- |
| Antes da agregação                           |                                              |                                              |                                              |                                              |                                              |
| Ano                                          | 0-14 anos                                    | 15-24 anos                                   | 25-64 anos                                   | >= 65 anos                                   | Total                                        |
| 2001                                         | 507                                          | 557                                          | 2446                                         | 781                                          | 4291                                         |
| 2011                                         | 470                                          | 333                                          | 2329                                         | 975                                          | 4107                                         |
| Após a agregação                             |                                              |                                              |                                              |                                              |                                              |
| Ano                                          | 0-14 anos                                    | 15-24 anos                                   | 25-64 anos                                   | >= 65 anos                                   | Total                                        |
| 2021                                         | 366                                          | 332                                          | 1882                                         | 1148                                         | 3728                                         |